# Katie Volding
Katie Volding (Santa Mónica, California, 13 de febrero de 1989) es una exactriz estadounidense. En el año 2000, fue nominada a un premio Young Artist en la categoría "Mejor Actuación en una Película para Televisión o Piloto" por su actuación en la Película Original de Disney Channel Smart House.

## Carrera
En 1997, apareció en la comedia de ABC Teen Angel. Tuvo un papel principal en las películas de televisión Au Pair (1999), Au Pair II (2001) y Au Pair 3: Adventure in Paradise (2009). Volding también interpretó a la hermana pequeña de Brink en la película original de Disney Channel Brink!. En sus primeros años, hizo una pequeña aparición como la novia de Uh-huh al final de la película The Little Rascals.

## Filmografía
| Año       | Título                                    | Papel           | Notas                  |
| --------- | ----------------------------------------- | --------------- | ---------------------- |
| 1994      | The Little Rascals                        | Novia de Uh-huh | No acreditada          |
| 1995      | On Nature's Trail Series: Trees for Life  | Katie           | Cortometraje           |
| 1995      | On Nature's Trail Series: Circle of Water | Katie           | Cortometraje           |
| 1995      | On Nature's Trail Series: Food Chain      | Katie           | Cortometraje           |
| 1997      | Night Sins                                | Jesse Holt      | Película de televisión |
| 1997      | The Practice                              | Susan Stevenson | 1 episodio             |
| 1997      | ABC TGIF                                  | Katie Beauchamp | 1 episodio             |
| 1997-1998 | Teen Angel                                | Katie Beauchamp | Papel principal        |
| 1998      | Rhapsody in Bloom                         | Susie           | Película de televisión |
| 1998      | Brink!                                    | Katie Brinker   | Película de televisión |
| 1999      | Smart House                               | Angie Cooper    | Película de televisión |
| 1999      | Au Pair                                   | Katie Caldwell  | Película de televisión |
| 1999      | Ladies Man                                | Wendy Stiles    | 1 episodio (piloto)    |
| 2001      | Au Pair II                                | Katie Caldwell  | Película de televisión |
| 2009      | Au Pair 3: Adventure in Paradise          | Katie Caldwell  | Película de televisión |